# Iwan Zwaryczuk
Iwan Zwaryczuk (ukr. Іван Зваричук; ur. 29 października?/10 listopada 1896 w Białej Cerkwi, zm. 13 września 1939 w rejonie Mienia) – rosyjski, a następnie ukraiński wojskowy, oficer kontraktowy Wojska Polskiego.

## Życiorys
W czerwcu 1914 r. ukończył gimnazjum w Białej Cerkwi. W latach 1915–1916 studiował prawo na Uniwersytecie Kijowskim. Następnie zmobilizowano go do armii rosyjskiej. Na początku lutego 1917 r. ukończył junkierską szkołę kawaleryjską w Jelizawetgradzie. Brał udział w końcowym okresie I wojny światowej. Służył jako chorąży 1 Zaamurskiego pułku konnego. Od końca listopada 1917 r. w stopniu kapitana dowodził sotnią konną, a następnie kureniem piechoty sił zbrojnych Hetmanatu. W armii czynnej Ukraińskiej Republiki Ludowej pełnił funkcję adiutanta w sztabie generalnym. Awansował do stopnia podpułkownika. W listopadzie 1920 wraz z pozostałymi wojskowymi ukraińskimi został internowany w Polsce. Wyjechał do Czechosłowacji, gdzie w 1927 r. ukończył studia agronomiczno-leśne na Ukraińskiej Akademii Gospodarczej w Podebradach. Po powrocie do Polski wstąpił do Wojska Polskiego. Został oficerem kontraktowym w stopniu rotmistrza. W 1938 r. rozpoczął naukę w Wyższej Szkole Wojennej w Warszawie, którą przerwał atak wojsk niemieckich 1 września 1939 r. Iwan Zwaryczuk objął funkcję kwatermistrza Podlaskiej Brygady Kawalerii w Białymstoku. Zginął w rejonie miejscowości Mień 13 września tego samego roku.